# Сайґьо
Сайґьо Хоші (*西行 法師, 1118 — 23 березня 1190)— японський поет жанру танка кінця періоду Хейан й початку періоду Камакура.

## Життєпис
Походив зі стану самураїв та заможної шляхти Сато, далеких родичів впливового клану Фудзівара. Народився у м. Кіото 1118 року. При народженні отримав ім'я Норікійо. З 1135 року служив на посаді заступника голови особистої охорони колишнього імператора Тоба. У 1140 році залишив військову службу, родину, став ченцем-відлюдником під ім'ям Ен'ї. 
Причини такого вчинку достеменно невідомі, однак, існує легенда, що у час, коли Сайґьо служив у імператора, одного разу через тріпотіння крил пташки осипалися пелюстки квітучої сливи. Імператор послав його відігнати пташку, але Сайґьо підійшов до цього з таким запалом, що вбив її своїм віялом. Прийшовши додому, він почув від жінки, що їй снилося, що вона була пташкою і що Сайґьо її вдарив. Цей випадок так вплинув на нього, що він пішов зі служби і провів решту свого життя як монах.
Взявши псевдонім Сайґьо, що означає «подорож на Захід», став бродячим ченцем і подорожував по різних місцях: у 1144 році до гори Курама (сучасний регіон Тохоку), у 1149 році — до гір Коя (сучасна префектура Вакаяма), 1168 року — до Сікоку, 1177 року — до провінції Ісе.  
Але найвідоміші його довгі численні поетичні подорожі на північ Хоншю, які пізніше надихнули Мацуо Басьо у його літературному щоденнику Оку-но Хосомічі. 
Під час цих подорожей у 1170-х роках затоваришував з урядовцем й поетом Фудзівара но Садаїе, з яким познайомився в Камакурі. У 1186 році повернувся до гір Коя. Помер у храмі Ґірокава у провінції Каваті у віці 72 років.

## Творчість
Поетичний доробок Сайґьо налічує близько 2000 віршів, 94 з них увійшли до антології Шін Кокін Вакашю.Також твори Сайґьо є у збірці Шика Вакашу. Серед його власних збірок найвідомішою є Санкашу «Гірська хатина» (山家集, さんかしゅう). 
В його поезії були дві теми:  
"муджьо" – неприв’язаність до всього сущого,  
"інджьо" – відлюдництво.  
Поезія позначена філософською глибиною.  
В той час як Кокін Вакашю була зосереджена більше на суб'єктивному досвіді, грі слів і елегантному їх підборі, то поезія, у збірці Сін кокін вака-сю, яку формували Сайґьо і поети схожого стилю, була менш особистісна, мала менше дієслів, а більше іменників, не мала інтересу до гри слів, дозволяла повтори, за характером була більш меланхолійною, навіть песимістичною.  

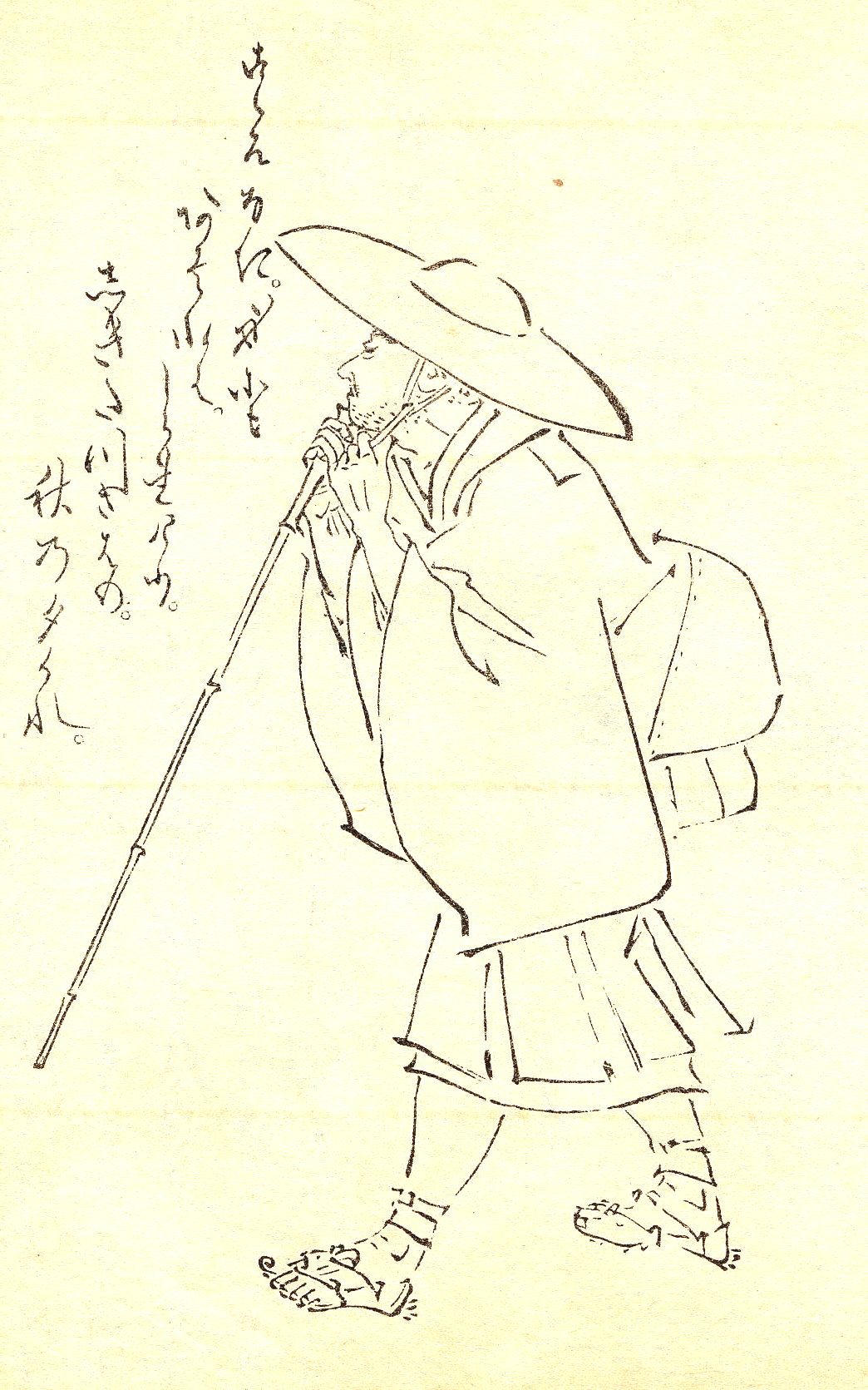
Сайґьо (малюнок Кікуті Йосай)

Сайґьо зосереджується не лише на моно-но аваре, але також на сабі (самотність) і канаші (сум). І хоча Сайґьо був буддійським монахом, він був частково прив'язаний до світу (брав участь у поетичних турнірах) та до краси природи. 

## Українські переклади
Українською твори Сайґьо перекладали Геннадій Турков та Іван Бондаренко.
- Сайгьо. Поезії // Неприкаяні душі. Антологія поезії японських мандрівних поетів  — дзен-буддистів. - К.: Видавничий дім Дмитра Бураго, 2014. - С. 54-111.